# Man with a Plan
Man with a Plan ist eine US-amerikanische Fernsehserie von Jackie und Jeff Filgo mit Matt LeBlanc und Liza Snyder in den Hauptrollen.
Im Mai 2020 gab CBS bekannt, die Serie nach der vierten Staffel enden zu lassen.

## Handlung
Der Bauunternehmer Adam Burns ist mit seiner Frau Andi glücklich verheiratet und die beiden haben drei Kinder. Als Andi ins Berufsleben zurückkehrt, muss Adam mehr Verantwortung im Haushalt und bei der Erziehung übernehmen. Dies stellt ihn jedoch vor einige Probleme.

## Besetzung und Synchronisation
Die deutsche Synchronisation entsteht nach einem Dialogbuch von Frank Turba und Nico Sablik unter der Dialogregie von Turba durch die Deutsche Synchron in Berlin.
| Schauspieler     | Rollenname      | Hauptrolle | Nebenrolle | Synchronsprecher        |
| ---------------- | --------------- | ---------- | ---------- | ----------------------- |
| Matt LeBlanc     | Adam Burns      | 1.01–4.13  |            | Sven Gerhardt           |
| Liza Snyder      | Andi Burns      | 1.01–4.13  |            | Melanie Hinze           |
| Diana-Maria Riva | Mrs. Rodriguez  | 1.01–1.22  |            | Almut Zydra             |
| Matt Cook        | Lowell          | 1.01–4.13  |            | Stefan Krause           |
| Grace Kaufman    | Kate Burns      | 1.01–4.13  |            | Daniela Molina          |
| Matthew McCann   | Teddy Burns     | 1.01–4.13  |            | Freddy Antoine Gerberon |
| Hala Finley      | Emme Burns      | 1.01–4.13  |            | Hannah Kunze            |
| Kevin Nealon     | Don Burns       | 1.01–4.13  |            | Peter Flechtner         |
| Jessica Chaffin  | Marie Faldonado | 1.01–1.13  |            | Claudia Gáldy           |
| Stacy Keach      | Joe Burns       | 2.01–4.13  | 1.15–1.20  | Axel Lutter             |
| Kali Rocha       | Marcy           | 3.01–4.13  | 1.01–2.21  | Ilona Schulz            |

## Ausstrahlung
Am 13. Mai 2016 gab CBS die Bestellung einer 13 Episoden umfassenden ersten Staffel bekannt. Die Serie premierte am 24. Oktober 2016. Mitte November 2016 orderte CBS sechs weitere Episoden für die erste Staffel, nachdem die Serie durchschnittlich 6,96 Millionen Zuschauer erreichte. Anfang Januar 2017 verlängerte CBS die erste Staffel um weitere drei Episoden auf nun 22, nachdem die Serie sich auf nun durchschnittlich 7,35 Millionen Zuschauer steigerte. Im März 2017 orderte CBS eine zweite Staffel. Die Ausstrahlung der zweiten Staffel begann am 13. November 2017. Sie soll insgesamt 21 Folgen umfassen. Am 12. Mai 2018 wurde die Serie um eine dritte Staffel verlängert, welche seit dem 4. Februar 2019 bei CBS läuft. Im Mai 2019 bestellte CBS eine Vierte Staffel.
Am 6. Juni 2017 gab ProSieben bekannt, dass die Serie ab dem 17. Juni 2017 im Samstagnachmittagsprogramm laufen werde. Die Zuschauerzahlen fielen schlecht aus. Die erste Episode sahen in Deutschland bei der Erstausstrahlung nur 300.000 Zuschauer, davon 170.000 in der werberelevanten Zielgruppe (5,4 %). Die zweite Folge sahen dann sogar nur 260.000 Zuschauer (140.000, 4,3 %).

## Rezeption
Daniel Fienberg schrieb für den Hollywood Reporter, dass die Serie nichts neues zeige, jedoch dennoch unterhalten kann. Er lobte die Chemie zwischen LeBlanc und Snyder, kritisierte jedoch den geringen Einsatz der Kinder.
Ben Travers bezeichnete im IndieWire die Serie als schlecht. Vor allem die Figur des Lowell, ein total feminisierter Hausmann, sei das schlimmste an der Sendung. Er kritisierte auch den fehlenden künstlerischen Wert.
Bei Rotten Tomatoes erhielt die Serie eine Bewertung von 21 %, basierend auf 28 Bewertungen.

## Auszeichnung
| Jahr | Preis                 | Kategorie                         | Stab-Mitglied | Resultat |
| ---- | --------------------- | --------------------------------- | ------------- | -------- |
| 2017 | People’s Choice Award | Favorite New TV Comedy            |               | Gewonnen |
| 2017 | People’s Choice Award | Favorite Actor in a New TV Series | Matt LeBlanc  | Gewonnen |